# Ophiactis notabilis
Ophiactis notabilis är en ormstjärneart som beskrevs av Hubert Lyman Clark 1939. Ophiactis notabilis ingår i släktet Ophiactis och familjen bandormstjärnor. Inga underarter finns listade i Catalogue of Life.